# Olympische Sommerspiele 1980/Teilnehmer (Bulgarien)
| Gelbes Symbol für Goldmedaillen mit stilisierten Olympischen Ringen | Graues Symbol für Silbermedaillen mit stilisierten Olympischen Ringen | Braundes Symbol für Bronzemedaillen mit stilisierten Olympischen Ringen |
| ------------------------------------------------------------------- | --------------------------------------------------------------------- | ----------------------------------------------------------------------- |
| 8                                                                   | 16                                                                    | 17                                                                      |

Bulgarien nahm an den Olympischen Sommerspielen 1980 in Moskau mit einer Delegation von 271 Athleten (183 Männer und 88 Frauen) an 151 Wettkämpfen in 20 Sportarten teil.
Die bulgarischen Sportler gewannen 8 Gold-, 16 Silber- und 17 Bronzemedaillen, womit Bulgarien den dritten Platz im Medaillenspiegel belegte. Olympiasieger wurden der Boxer Petar Lessow im Fliegengewicht, der Kanute Ljubomir Ljubenow im Einer-Canadier über 1000 Meter, der Turner Stojan Deltschew am Reck, die Gewichtheber Janko Russew im Leichtgewicht und Assen Slatew im Mittelgewicht sowie die Ringer Georgi Rajkow im Schwergewicht des griechisch-römischen Stils, Walentin Rajtschew im Weltergewicht des Freistils und Ismail Abilow im Mittelgewicht des Freistils. Fahnenträger bei der Eröffnungsfeier war der Ringer Alexandar Tomow.

## Teilnehmer nach Sportarten

### Basketball
Frauen
- Silber 
Nadka Goltschewa
Penka Metodiewa
Petkana Makaweewa
Sneschana Michajlowa
Wanja Dermendjewa
Krassimira Bogdanowa
Angelina Michajlowa
Diana Dilowa-Brajnowa
Ewladja Slawtschewa
Kostadinka Radkowa
Silwija Germanowa
Penka Stojanowa

### Bogenschießen
Männer
- Petko Kitschew
Einzel: 30. Platz

Frauen
- Zwetanka Stojtschewa
Einzel: 27. Platz

### Boxen
Männer
- Iwajlo Mustafow
Halbfliegengewicht: Bronze
- Petar Lessow
Fliegengewicht: Gold
- Alexandar Radew
Bantamgewicht: in der 1. Runde ausgeschieden
- Zatscho Andrejkowski
Federgewicht: im Viertelfinale ausgeschieden
- Jordan Lessow
Leichtgewicht: im Viertelfinale ausgeschieden
- Margarit Atanassow
Halbweltergewicht: in der 1. Runde ausgeschieden
- Plamen Jankow
Weltergewicht: im Viertelfinale ausgeschieden
- Scheljo Stefanow
Halbmittelgewicht: im Achtelfinale ausgeschieden
- Kostadin Folew
Mittelgewicht: in der 1. Runde ausgeschieden
- Boschidar Iwanow
Halbschwergewicht: im Achtelfinale ausgeschieden
- Petar Stoimenow
Schwergewicht: im Viertelfinale ausgeschieden

### Fechten
Männer
- Wassil Etropolski
Säbel: 4. Platz
Säbel Mannschaft: 8. Platz
- Christo Etropolski
Säbel: 5. Platz
Säbel Mannschaft: 8. Platz
- Georgi Tschomakow
Säbel: 13. Platz
Säbel Mannschaft: 8. Platz
- Nikolaj Marintschewski
Säbel Mannschaft: 8. Platz
- Marin Iwanow
Säbel Mannschaft: 8. Platz

### Gewichtheben
- Stefan Dimitrow
Federgewicht: Silber
- Janko Russew
Leichtgewicht: Gold
- Mintscho Paschow
Leichtgewicht: Bronze
- Assen Slatew
Mittelgewicht: Gold
- Nedeltscho Kolew
Mittelgewicht: Bronze
- Blagoj Blagoew
Halbschwergewicht: Silber
- Krassimir Drandarow
Halbschwergewicht: 5. Platz
- Rumen Alexandrow
Mittelschwergewicht: Silber
- Plamen Asparuchow
1. Schwergewicht: Wettkampf nicht beendet
- Walentin Christow
2. Schwergewicht: Silber

### Judo
- Ilijan Nedkow
Leichtgewicht: Bronze
- Georgi Petrow
Halbmittelgewicht: 7. Platz
- Zantscho Atanassow
Halbschwergewicht: 19. Platz
- Dimitar Saprjanow
Schwergewicht: Silber 
Offene Klasse: 8. Platz

### Kanu
Männer
- Iwan Manew
Vierer-Kajak 1000 m: Bronze
- Lasar Christow
Vierer-Kajak 1000 m: Bronze
- Borislaw Borissow
Vierer-Kajak 1000 m: Bronze
- Boschidar Milenkow
Vierer-Kajak 1000 m: Bronze
- Ljubomir Ljubenow
Einer-Canadier 500 m: Silber 
Einer-Canadier 1000 m: Gold
- Borislaw Ananiew
Zweier-Canadier 500 m: Bronze
- Nikolai Ilkow
Zweier-Canadier 500 m: Bronze
- Rajtscho Karmadschiew
Zweier-Canadier 1000 m: 7. Platz
- Kamen Kuzew
Zweier-Canadier 1000 m: 7. Platz

Frauen
- Wanja Geschewa
Einer-Kajak 500 m: Silber
- Marija Mintschewa
Zweier-Kajak 500 m: 9. Platz
- Natascha Petrowa-Janakiewa
Zweier-Kajak 500 m: 9. Platz

### Leichtathletik
Männer
- Petar Petrow
100 m: Bronze 
200 m: im Viertelfinale ausgeschieden
4-mal-100-Meter-Staffel: 6. Platz
- Iwajlo Karanjotow
100 m: im Vorlauf ausgeschieden
4-mal-100-Meter-Staffel: 6. Platz
- Wladimir Iwanow
200 m: im Viertelfinale ausgeschieden
4-mal-100-Meter-Staffel: 6. Platz
- Pawel Pawlow
200 m: im Viertelfinale ausgeschieden
4-mal-100-Meter-Staffel: 6. Platz
- Binko Kolew
800 m: im Halbfinale ausgeschieden
- Plamen Krastew
110 m Hürden: im Halbfinale ausgeschieden
- Janko Bratanow
400 m Hürden: 8. Platz
- Stanimir Nenow
3000 m Hindernis: im Halbfinale ausgeschieden
- Atanas Mladenow
Hochsprung: 24. Platz
- Atanas Tarew
Stabhochsprung: 13. Platz
- Iwo Jantschew
Stabhochsprung: ohne gültiger Versuch
- Jordan Janew
Weitsprung: 8. Platz
- Iwan Tuparow
Weitsprung: 22. Platz
- Atanas Tschotschew
Dreisprung: 6. Platz
- Nikola Christow
Kugelstoßen: 13. Platz
- Waltscho Stoew
Kugelstoßen: ohne gültiger Versuch
- Emil Wladimirow
Diskuswurf: 7. Platz
- Welko Welew
Diskuswurf: 8. Platz
- Emanuil Djulgerow
Hammerwurf: 6. Platz
- Stefan Stojkow
Speerwurf: 11. Platz
- Atanas Andonow
Zehnkampf: 7. Platz
- Raswigor Jankow
Zehnkampf: 14. Platz

Frauen
- Marija Schischkowa
100 m: im Halbfinale ausgeschieden
4-mal-100-Meter-Staffel: 4. Platz
- Sofka Popowa
100 m: im Halbfinale ausgeschieden
4-mal-100-Meter-Staffel: 4. Platz
- Liljana Panajotowa-Iwanowa
200 m: im Halbfinale ausgeschieden
4-mal-100-Meter-Staffel: 4. Platz
- Galina Penkowa
200 m: im Halbfinale ausgeschieden
4-mal-100-Meter-Staffel: 4. Platz
- Rossiza Stamenowa
400 m: im Halbfinale ausgeschieden
4-mal-400-Meter-Staffel: Rennen nicht beendet
- Swobodka Damjanowa
400 m: im Vorlauf ausgeschieden
4-mal-400-Meter-Staffel: Rennen nicht beendet
- Malena Andonowa
400 m: im Vorlauf ausgeschieden
4-mal-400-Meter-Staffel: Rennen nicht beendet
- Nikolina Schterewa
800 m: 7. Platz
1500 m: im Vorlauf ausgeschieden
- Wessela Jazinska
800 m: im Halbfinale ausgeschieden
1500 m: im Vorlauf ausgeschieden
- Totka Petrowa
800 m: im Halbfinale ausgeschieden
1500 m: im Vorlauf ausgeschieden
- Jordanka Donkowa
100 m Hürden: im Halbfinale ausgeschieden
- Daniela Walkowa
100 m Hürden: im Halbfinale ausgeschieden
- Bonka Dimowa
4-mal-400-Meter-Staffel: Rennen nicht beendet
- Jordanka Blagoewa
Hochsprung: 16. Platz
- Lidija Guschewa
Weitsprung: 12. Platz
- Ekaterina Nedewa
Weitsprung: 17. Platz
- Wirschinija Wesselinowa
Kugelstoßen: 5. Platz
- Elena Stojanowa
Kugelstoßen: 6. Platz
- Iwanka Petrowa
Kugelstoßen: 11. Platz
- Marija Petkowa
Diskuswurf: Silber
- Swetlana Boschkowa
Diskuswurf: 8. Platz
- Iwanka Wantschewa
Speerwurf: 5. Platz
- Antoaneta Todorowa-Selenska
Speerwurf: 10. Platz
- Walentina Dimitrowa
Fünfkampf: 7. Platz
- Emilija Kunowa
Fünfkampf: 8. Platz

### Moderner Fünfkampf
- Simeon Monew
Einzel: 28. Platz
Mannschaft: 10. Platz
- Nikolaj Nikolow
Einzel: 30. Platz
Mannschaft: 10. Platz
- Borislaw Batikow
Einzel: 34. Platz
Mannschaft: 10. Platz

### Radsport
- Borislaw Assenow
Straßenrennen: Rennen nicht beendet
Mannschaftszeitfahren: 6. Platz
- Jordan Pentschew
Straßenrennen: Rennen nicht beendet
Mannschaftszeitfahren: 6. Platz
- Andon Petrow
Straßenrennen: Rennen nicht beendet
- Nentscho Stajkow
Straßenrennen: Rennen nicht beendet
Mannschaftszeitfahren: 6. Platz
- Wenelin Chubenow
Mannschaftszeitfahren: 6. Platz
- Stojan Petrow
Bahn 1000 m Zeitfahren: 12. Platz

### Reiten
- Georgi Gadschew
Dressur: 7. Platz
Dressur Mannschaft: Silber
- Swetoslaw Iwanow
Dressur: 8. Platz
Dressur Mannschaft: Silber
- Petar Mandadschiew
Dressur: 9. Platz
Dressur Mannschaft: Silber
- Boris Pawlow
Springreiten: 10. Platz
Springreiten Mannschaft: 6. Platz
- Nikola Dimitrow
Springreiten: 13. Platz
Springreiten Mannschaft: 6. Platz
- Dimitar Genow
Springreiten: ausgeschieden
Springreiten Mannschaft: 6. Platz
- Christo Katschew
Springreiten Mannschaft: 6. Platz
- Zwetan Dontschew
Vielseitigkeit: 5. Platz
Vielseitigkeit Mannschaft: ausgeschieden
- Dimo Christow
Vielseitigkeit: ausgeschieden
Vielseitigkeit Mannschaft: ausgeschieden
- Dschenko Sabew
Vielseitigkeit: ausgeschieden
Vielseitigkeit Mannschaft: ausgeschieden
- Trifon Dazinski
Vielseitigkeit: ausgeschieden
Vielseitigkeit Mannschaft: ausgeschieden

### Ringen
- Pawel Christow
Papiergewicht, griechisch-römisch: 4. Platz
- Mladen Mladenow
Fliegengewicht, griechisch-römisch: Bronze
- Georgi Donew
Bantamgewicht, griechisch-römisch: 8. Platz
- Panajot Kirow
Federgewicht, griechisch-römisch: 5. Platz
- Iwan Atanasow
Leichtgewicht, griechisch-römisch: 6. Platz
- Janko Schopow
Weltergewicht, griechisch-römisch: 4. Platz
- Pawel Pawlow
Mittelgewicht, griechisch-römisch: Bronze
- Stojan Nikolow
Halbschwergewicht, griechisch-römisch: in der 3. Runde ausschieden
- Georgi Rajkow
Schwergewicht, griechisch-römisch: Gold
- Alexandar Tomow
Superschwergewicht, griechisch-römisch: Silber
- Rumen Jordanow
Papiergewicht, Freistil: 7. Platz
- Nermedin Selimow
Fliegengewicht, Freistil: Gold
- Iwan Zotschew
Bantamgewicht, Freistil: 4. Platz
- Micho Dukow
Federgewicht, Freistil: Silber
- Iwan Jankow
Leichtgewicht, Freistil: Silber
- Walentin Rajtschew
Weltergewicht, Freistil: Gold
- Ismail Abilow
Mittelgewicht, Freistil: Gold
- Iwan Ginow
Halbschwergewicht, Freistil: 4. Platz
- Slawtscho Tscherwenkow
Schwergewicht, Freistil: Bronze
- Petar Iwanow
Superschwergewicht, Freistil: 7. Platz

### Rudern
Männer
- Tschawdar Radew
Einer: 10. Platz
- Dimitar Petrow
Doppel-Zweier: 9. Platz
- Stojko Chadilew
Doppel-Zweier: 9. Platz
- Rumen Christow
Zweier mit Steuermann: 5. Platz
- Zwetan Petkow
Zweier mit Steuermann: 5. Platz
- Todor Kischew
Zweier mit Steuermann: 5. Platz
- Mintscho Nikolow
Doppel-Vierer: Bronze
- Ljubomir Petrow
Doppel-Vierer: Bronze
- Bogdan Dobrew
Doppel-Vierer: Bronze
- Iwo Russew
Doppel-Vierer: Bronze
- Walentin Stoew
Vierer ohne Steuermann: 9. Platz
- Georgi Georgiew
Vierer ohne Steuermann: 9. Platz
- Kiril Kirtschew
Vierer ohne Steuermann: 9. Platz
- Latschesar Bojtschew
Vierer ohne Steuermann: 9. Platz
- Christo Alexandrow
Vierer mit Steuermann: 5. Platz
- Wilchelm Germanow
Vierer mit Steuermann: 5. Platz
- Georgi Petkow
Vierer mit Steuermann: 5. Platz
- Stojan Stojanow
Vierer mit Steuermann: 5. Platz
- Nenko Dobrew
Vierer mit Steuermann: 5. Platz
- Boschidar Rangelow
Achter mit Steuermann: 6. Platz
- Jani Ignatow
Achter mit Steuermann: 6. Platz
- Petar Pazew
Achter mit Steuermann: 6. Platz
- Michail Petrow
Achter mit Steuermann: 6. Platz
- Wesselin Schterew
Achter mit Steuermann: 6. Platz
- Wenzeslaw Kantschew
Achter mit Steuermann: 6. Platz
- Teodor Mrankow
Achter mit Steuermann: 6. Platz
- Dimitar Janakiew
Achter mit Steuermann: 6. Platz
- Iwan Botew
Achter mit Steuermann: 6. Platz

Frauen
- Rossiza Spassowa
Einer: 4. Platz
- Swetla Ozetowa
Doppel-Zweier: 4. Platz
- Sdrawka Jordanowa
Doppel-Zweier: 4. Platz
- Sika Barbulowa
Zweier ohne Steuerfrau: Bronze
- Stojanka Kurbatowa
Zweier ohne Steuerfrau: Bronze
- Ginka Gjurowa
Vierer mit Steuerfrau: Silber
- Nadja Filipowa
Vierer mit Steuerfrau: Silber
- Rita Todorowa
Vierer mit Steuerfrau: Silber
- Marijka Modewa
Vierer mit Steuerfrau: Silber
- Iskra Welinowa
Vierer mit Steuerfrau: Silber
- Mariana Serbesowa
Doppel-Vierer mit Steuerfrau: Bronze
- Rumeljana Stefanowa
Doppel-Vierer mit Steuerfrau: Bronze
- Dolores Nakowa
Doppel-Vierer mit Steuerfrau: Bronze
- Anka Bakowa
Doppel-Vierer mit Steuerfrau: Bronze
- Anka Georgiewa
Doppel-Vierer mit Steuerfrau: Bronze
- Daniela Stawrewa
Achter mit Steuerfrau: 4. Platz
- Stefka Kolewa
Achter mit Steuerfrau: 4. Platz
- Todorka Wassilewa
Achter mit Steuerfrau: 4. Platz
- Sneschka Christewa
Achter mit Steuerfrau: 4. Platz
- Rumjana Kostowa
Achter mit Steuerfrau: 4. Platz
- Weneta Karamandschukowa
Achter mit Steuerfrau: 4. Platz
- Marijana Mintschewa
Achter mit Steuerfrau: 4. Platz
- Walentina Alexandrowa
Achter mit Steuerfrau: 4. Platz
- Stanka Georgiewa
Achter mit Steuerfrau: 4. Platz

### Schießen
- Iwan Mandow
Schnellfeuerpistole 25 m: 12. Platz
- Todor Stoimenow
Schnellfeuerpistole 25 m: 16. Platz
- Ljubtscho Djakow
Freie Pistole 50 m: Bronze
- Ljuben Popow
Freie Pistole 50 m: 11. Platz
- Nonka Matowa
Kleinkalibergewehr Dreistellungskampf 50 m: 6. Platz
Kleinkalibergewehr liegend 50 m: 7. Platz
- Emilijan Jankow
Kleinkalibergewehr Dreistellungskampf 50 m: 22. Platz
- Petar Saprjanow
Kleinkalibergewehr liegend 50 m: Bronze
- Pentscho Witschew
Trap: 14. Platz
- Stajko Nenow
Trap: 18. Platz
- Anton Manolow
Skeet: 19. Platz
- Kiril Getschewski
Skeet: 37. Platz

### Schwimmen
Männer
- Julijan Wassilew
100 m Freistil: im Vorlauf ausgeschieden
100 m Schmetterling: im Vorlauf ausgeschieden
4-mal-100-Meter-Lagen-Staffel: im Vorlauf ausgeschieden
- Zwetan Golomeew
100 m Freistil: im Vorlauf ausgeschieden
200 m Freistil: im Vorlauf ausgeschieden
4-mal-200-Meter-Freistil-Staffel: im Vorlauf ausgeschieden
4-mal-100-Meter-Lagen-Staffel: im Vorlauf ausgeschieden
- Petar Kotschanow
200 m Freistil: im Vorlauf ausgeschieden
400 m Freistil: im Vorlauf ausgeschieden
4-mal-200-Meter-Freistil-Staffel: im Vorlauf ausgeschieden
- Krassimir Tumanow
4-mal-200-Meter-Freistil-Staffel: im Vorlauf ausgeschieden
- Petar Stojanow
4-mal-200-Meter-Freistil-Staffel: im Vorlauf ausgeschieden
- Branimir Popow
100 m Rücken: im Vorlauf ausgeschieden
4-mal-100-Meter-Lagen-Staffel: im Vorlauf ausgeschieden
- Plamen Alexandrow
100 m Brust: im Vorlauf ausgeschieden
4-mal-100-Meter-Lagen-Staffel: im Vorlauf ausgeschieden

Frauen
- Dobrinka Mintschewa
200 m Freistil: im Vorlauf ausgeschieden
4-mal-100-Meter-Freistil-Staffel: 7. Platz
4-mal-100-Meter-Lagen-Staffel: 8. Platz
- Sonja Dangalakowa
200 m Freistil: im Vorlauf ausgeschieden
400 m Lagen: im Vorlauf ausgeschieden
4-mal-100-Meter-Freistil-Staffel: 7. Platz
4-mal-100-Meter-Lagen-Staffel: 8. Platz
- Rumjana Dobrewa
4-mal-100-Meter-Freistil-Staffel: 7. Platz
- Ani Kostowa
4-mal-100-Meter-Freistil-Staffel: 7. Platz
- Tanja Bogomilowa-Dangalakowa
100 m Brust: im Vorlauf ausgeschieden
200 m Brust: im Vorlauf ausgeschieden
4-mal-100-Meter-Lagen-Staffel: 8. Platz
- Ani Monewa
4-mal-100-Meter-Lagen-Staffel: 8. Platz

### Segeln
- Nikolaj Wassilew
Finn-Dinghy: 18. Platz
- Krassimir Krastew
Tornado: 10. Platz
- Zwetan Pentschew
Tornado: 10. Platz
- Dimitar Georgiew
Flying Dutchman: 14. Platz
- Mitko Kabakow
Flying Dutchman: 14. Platz

### Turnen
Männer
- Stojan Deltschew
Einzelmehrkampf: Bronze 
Boden: 12. Platz
Pferdsprung: 5. Platz
Barren: 5. Platz
Reck: Gold 
Ringe: 5. Platz
Seitpferd: 10. Platz
Mannschaftsmehrkampf: 5. Platz
- Dantscho Jordanow
Einzelmehrkampf: 13. Platz
Boden: 30. Platz
Pferdsprung: 57. Platz
Barren: 14. Platz
Reck: 11. Platz
Ringe: 23. Platz
Seitpferd: 29. Platz
Mannschaftsmehrkampf: 5. Platz
- Plamen Petkow
Einzelmehrkampf: 15. Platz
Boden: 15. Platz
Pferdsprung: 49. Platz
Barren: 18. Platz
Reck: 49. Platz
Ringe: 21. Platz
Seitpferd: 25. Platz
Mannschaftsmehrkampf: 5. Platz
- Rumen Petkow
Einzelmehrkampf: 34. Platz
Boden: 28. Platz
Pferdsprung: 18. Platz
Barren: 32. Platz
Reck: 46. Platz
Ringe: 34. Platz
Seitpferd: 43. Platz
Mannschaftsmehrkampf: 5. Platz
- Ognjan Bangiew
Einzelmehrkampf: 39. Platz
Boden: 43. Platz
Pferdsprung: 40. Platz
Barren: 28. Platz
Reck: 26. Platz
Ringe: 39. Platz
Seitpferd: 45. Platz
Mannschaftsmehrkampf: 5. Platz
- Janko Radantschew
Einzelmehrkampf: 42. Platz
Boden: 28. Platz
Pferdsprung: 30. Platz
Barren: 53. Platz
Reck: 34. Platz
Ringe: 42. Platz
Seitpferd: 49. Platz
Mannschaftsmehrkampf: 5. Platz

Frauen
- Silwija Topalowa
Einzelmehrkampf: 15. Platz
Boden: 36. Platz
Pferdsprung: 21. Platz
Stufenbarren: 24. Platz
Schwebebalken: 12. Platz
Mannschaftsmehrkampf: 6. Platz
- Krassimira Tonewa
Einzelmehrkampf: 16. Platz
Boden: 26. Platz
Pferdsprung: 16. Platz
Stufenbarren: 27. Platz
Schwebebalken: 44. Platz
Mannschaftsmehrkampf: 6. Platz
- Galina Marinowa
Einzelmehrkampf: 21. Platz
Boden: 19. Platz
Pferdsprung: 23. Platz
Stufenbarren: 36. Platz
Schwebebalken: 27. Platz
Mannschaftsmehrkampf: 6. Platz
- Kamelija Eftimowa
Einzelmehrkampf: 34. Platz
Boden: 32. Platz
Pferdsprung: 27. Platz
Stufenbarren: 33. Platz
Schwebebalken: 38. Platz
Mannschaftsmehrkampf: 6. Platz
- Dimitrinka Filipowa
Einzelmehrkampf: 35. Platz
Boden: 36. Platz
Pferdsprung: 27. Platz
Stufenbarren: 38. Platz
Schwebebalken: 31. Platz
Mannschaftsmehrkampf: 6. Platz
- Antoaneta Rachnewa
Einzelmehrkampf: 40. Platz
Boden: 42. Platz
Pferdsprung: 40. Platz
Stufenbarren: 38. Platz
Schwebebalken: 41. Platz
Mannschaftsmehrkampf: 6. Platz

### Volleyball
Männer
- Silber 
Stojan Guntschew
Dimitar Slatanow
Christo Stojanow
Dimitar Dimitrow
Zano Zanow
Stefan Dimitrow
Petko Petkow
Mitko Todorow
Kaspar Simeonow
Emil Waltschew
Christo Iliew
Jordan Angelow

Frauen
- Bronze 
Tanja Dimitrowa
Walentina Iliewa
Silwija Petrunowa
Anka Christolowa
Werka Borissowa
Rumjana Kaischewa
Maja Georgiewa
Tanja Gogowa
Zwetana Boschurina
Rossiza Michajlowa

### Wasserball
- 12. Platz
Wolodja Sirakow
Andrej Andreew
Kiril Kirjakow
Assen Dentschew
Wassil Nanow
Antoni Partalew
Petar Kostadinow
Nikola Stamatow
Bisser Georgiew
Matej Popow
Georgi Gospodinow

### Wasserspringen
Männer
- Petar Georgiew
3 m Kunstspringen: 13. Platz
10 m Turmspringen: 18. Platz
- Radoslaw Radew
10 m Turmspringen: 17. Platz